# 97
Cette page concerne l'année 97  du calendrier julien. Pour l'année 97 av. J.-C., voir 97 av. J.-C. Pour le nombre 97, voir 97 (nombre).
L'année 97 est une année commune qui commence un dimanche.

## Événements
- 22 janvier : selon la tradition chrétienne, l'évêque Timothée est lapidé à Éphèse à l'occasion d'une fête païenne à laquelle il voulait s’opposer[1].
- Calpurnius Crassus est exilé à Tarente pour conspiration contre l'empereur Nerva[2].
- Été, Rome : Casperius Aelianus est nommé Préfet du prétoire[3]. Sous son influence, les Prétoriens se soulèvent, contraignent Nerva de leur abandonner les assassins de Domitien, et les massacrent[2].
- 28 octobre : Trajan (44 ans), gouverneur de Germanie supérieure, est adopté par l'empereur Nerva et devient César[2].

- Début supposé du pontificat d'Évariste (fin en 105)[4].

- Frontin devient curateur des eaux[5] ; il rédige un ouvrage sur les aqueducs de Rome (De Aquis urbis Romœ), où il recense les 640 fontaines de Rome dont 39 présentent un caractère monumental[6].
- Nerva reconnaît le sanhédrin de Jamnia comme corps gouvernemental officiel des Juifs et le patriarche (nasi) est désigné comme le représentant du peuple juif à Rome[7].

- Le général chinois Ban Chao charge son lieutenant Gan Ying d’établir des relations régulières avec les Parthes. Ceux-ci le détournent de son intention d'entrer en contact avec l’Empire romain[8].

## Décès en 97
- 22 janvier : Timothée d'Éphèse, selon la tradition.
- Lucius Verginius Rufus, général romain.